# Aaron Wilbraham
Aaron Thomas Wilbraham (ur. 21 października 1979 w Knutsford) – angielski piłkarz który występował na pozycji napastnika.